# زين بانكس
زين بانكس (بالإنجليزية: Zane Banks)‏ هو عازف الغيتار الكلاسيكي وملحن أسترالي، ولد في 1986.

## وصلات خارجية
- الموقع الرسمي